# Bảo tàng quốc gia Jinju
Bảo tàng quốc gia Jinju là bảo tàng quốc gia nằm ở pháo đài Jinju (진주성 晉州城), Jinju, Hàn Quốc. Nó được mở cửa vào tháng 2 năm 1984 với mục đích chính chuyên về chủ đề của Imjinwaeran.

## Liên kết
- Trang chủ chính thức bảo tàng quốc gia Jinju Lưu trữ ngày 22 tháng 7 năm 2011 tại Wayback Machine